# Затраты
Затра́ты (англ. cost) — объём ресурсов (для сравнимости и других целей часто представленных в стоимостной оценке, но экономическая категория "затраты" не исключает и натуральное измерение), использованных в процессе хозяйственной деятельности за определённый временной промежуток.
Категория затрат непосредственно связана с рядом других категорий (иногда ошибочной отождествляемых):
- себестоимостью — стоимостной оценкой использованных ресурсов (то есть себестоимость — это стоимостная оценка затрат);
- расходами — взятыми в ходе коммерческих транзакций и выполненными субъектами хозяйственной деятельности обязательствами (расход ресурсов и расходы — не одно и то же);
- издержками — стоимостной оценкой затрат и\или расходов, учитываемой при исчислении прибыли и налогов в соответствии с регламентами конкретного государства.

## Определение
Согласно БРЭ, затраты — это выраженные в денежной форме траты организаций, предприятий и предпринимателей. Затраты организации — это уменьшение экономических выгод в результате выбытия активов и/или возникновение обязательств, приводящих к уменьшению капитала этой организации, исключая уменьшение вкладов по решению собственников организации.

## Виды затрат
Согласно БРЭ затраты бывают следующих видов:
- затраты по обычным видам деятельности (это траты на изготовление, реализацию продукции/товаров, выполнение работ, оказанию услуг);

- материальные затраты;
- заработная плата;
- налоги и сборы;
- амортизация;
- другие затраты;

- прочие затраты (траты на предоставление в аренду активов, выплата процентов за кредиты и займы, возмещение убытков, списание дебиторской задолженности и тому подобное).

С точки зрения терминологической точности "амортизация" - это не вид затрат, а вид издержек (поскольку амортизировать могут также и основные фонды, приобретённые, но совсем не бывшие в употреблении), но амортизация - это закономерное отражение конкретной составляющей затрат, называемой износом основных фондов. То есть выделение такого вида затрат как амортизация в большинстве случаев бухгалтерской практики (но не вообще экономической) не является ошибкой. И при этом расходы, стоимость которых переносят посредством амортизации в валовые издержки, терминологически именуют "капиталозатратами" (иногда инвестициями, хотя это терминологически неточно), хотя капиталозатраты содержат терминоэлемент "затраты", а не "расходы". А, например, "административные расходы" являются частью издержек, хотя терминоэлемент "расходы" ориентирует на то, что это вид расходов. Подобные исторически сложившиеся термины иногда приводят к неоправданному для экономической практики отождествлению категорий затраты (выбытие ресурсов во внутренних отношениях заведения, то есть в ходе реальной операционной деятельности), издержки (легальные вычеты, относимые к издержкам в отношениях с бюджетом) и расходы (выходящая составляющая трансакций, то есть выбытие прав собственности на средства платежа и иные активы, определённое отношениями с контрагентами). Также этому способствует и то, что каждая из категорий актуализируется в разных кластерах экономических профессий (а остальные категории становятся отождествляемыми в соответствии с профессиональными аберрациями): затраты - у планирующих операционную деятельность экономических служб заведения (или предприятия), издержки - у бухгалтеров, расходы - у финансистов.

## Типы затрат
- По влиянию на себестоимость конечного продукта или для целей расчёта себестоимости:
  - прямые затраты
  - косвенные затраты
- По взаимосвязи с загрузкой производственных мощностей или для целей планирования:
  - переменные затраты
  - постоянные затраты
- По отношению к производственному процессу:
  - Производственные затраты
  - Непроизводственные затраты
- По постоянности во времени:
  - постоянные затраты
  - периодические затраты
- По виду учёта затрат:
  - бухгалтерские затраты
  - экономические издержки
- По подразделенческой близости к производимой продукции:
  - общепроизводственные затраты
  - общехозяйственные затраты
- По значимости к группам производимой продукции:
  - затраты группы А
  - затраты группы Б
- По значимости к производимой продукции:
  - затраты продукта 1
  - затраты продукта 2
- По значимости для принятия решений или для целей принятия решений:
  - релевантные затраты
  - нерелевантные затраты
  - утопленные затраты
- По устранимости:
  - устранимые затраты
  - неустранимые затраты
- По регулируемости:
  - регулируемые
  - нерегулируемые затраты
- По возможности возврата:
  - возвратные затраты
  - невозвратные затраты
- По поведению затрат:
  - приростные затраты
  - предельные издержки
- По отношению затрат к качеству:
  - затраты на корректирующие действия
  - затраты на предупреждающие действия
- По отношению включения в состав выпускаемой продукции:
  - основные расходы — входят в состав выпускаемой продукции
  - накладные расходы — не входят в состав выпускаемой продукции